# White Album (игра)
White Album (яп. ホワイトアルバム Ховайто Арубаму, Белый Альбом) — визуальный роман, разработанный компанией Leaf, и его адаптации: аниме-сериал, созданный Хироаки Сато, и манга Тяко Абэно. Премьера аниме состоялась 4 января 2009 года на канале TVK.

## Сюжет аниме
Действие сериала начинается в 1986 году. Юки Морикава, талантливая девушка, получает шанс подняться по карьерной лестнице и стать знаменитой. Однако для этого ей приходится жертвовать свободным временем, которое она бы могла проводить со своим парнем Тоей Фудзии и лучшими подругами. На самого Тою наваливается так много проблем, что для записи их всех он решает завести свой альбом.

## Персонажи
Тоя Фудзии (яп. 藤井 冬弥 Фудзии То:я)
Сэйю — Томоаки Маэно
Его мать умерла незадолго до экзаменов. После смерти матери, отец выгоняет его из дому, теперь он живёт один, и почти не общается с отцом. Он студент, подрабатывает барменом в заведении под названием «Экозэ». Он любит Юки и боится её потерять, так как она стала идолом продюсерской компании «Огата».
Юки Морикава (яп. 森川 由綺 Морикава Юки)
Сэйю — Ая Хирано
Юки Морикава — попадает в число перспективных певиц продюсерской компании Огата. Сначала девочка работает всего лишь на подхвате и терпит козни своих конкуренток, которые то и дело стараются чем-то ей навредить, но продолжает идти вперёд. Вскоре Юки — идол продюсерской компании «Огата».
Рина Огата (яп. 緒方 理奈 Огата Рина)
Сэйю — Нана Мидзуки
Рина, младшая сестра Эйдзи Огаты, она уже добилась успеха. В компании является главной звездой, но после прихода Юки её популярность начинает снижаться. Дружит с Юки, поддерживает её в становлении идолом, помогает получить больше времени на свидания с Тоей.
Харука Кавасима (яп. 河島 はるか Кавасима Харука)
Сэйю — Нодзоми Масу
Харука, подруга Тои, знакомая с детства. Скромная девочка, которая хочет быть с Тоей, но понимает, что у того есть Юки. Постоянно ездит на велосипеде.
Мана Мидзуки (яп. 観月 マナ Мидзуки Мана)
Сэйю — Харука Томацу
Нерадивая ученица, которую Тоя взялся подтянуть в точных науках. Мать нанимала Мане множество репетиторов, которые быстро уходили от девочки. Её отец путешественник, а мать известный модельер. Они постоянно находятся в разъездах и редко видятся с девочкой. Мана очень боится экзаменов
Фрэнк Нагасэ (яп. 長瀬 フランク Нагасэ Фуранку)
Акира Нанасэ (яп. 七瀬 彰 Нанасэ Акира)
Сэйю — Дайсукэ Сакагути
Друг Тои, работающий с ним вместе в кафе «Экозэ».
Эйдзи Огата (яп. 緒方 英二 Огата Эйдзи)
Сэйю — Сё Хаями
Эйдзи, старший брат Рины Огаты, является владельцем продюсерской компании Огата.
Мисаки Савакура (яп. 澤倉 美咲 Савакура Мисаки)
Сэйю — Мэгуми Такамото
Яёи Синодзука (яп. 篠塚 弥生 Синодзука Яёи)
Сэйю — Роми Паку

## Музыка
Открывающая композиция
- Shin Ai (яп. 深愛 Синъай, «глубокая любовь»)

Исполняет: Нана Мидзуки
- Mugen[англ.] (яп. 夢幻 Мугэн, «мечта»)

Исполняет: Нана Мидзуки
Закрывающая композиция
- Maiochiru yuki no youni[яп.] (яп. 舞い落ちる雪のように Маиотиру юки но ё:ни, «Падает как снег»)

Исполняет: Suara
- Akai Ito[яп.] (яп. 赤い糸 Акаи ито, «Красная нить»)

Исполняет: Suara

## Список серий
| №  | Название | Премьера в Японии |
| -- | --- | ----------------- |
| 1  | «Sō, Ano Toki wa Mō, Suicchi ga Haittetan Janai Kanaa» (そう、あの時はもう、スイッチが入ってたんじゃないかなあ)                                                          | 03.01.2009        |
| 2  | «Zutto Mae Kara Shikumareteta, Sonna Deaitte, Shinjiru?» (ずっとまえから仕組まれてた、そんな出会いって、信じる？)                                                        | 10.01.2009        |
| 3  | «Te to Te, Kata to Kata, Senaka to Senaka, Sorekara. Fuku no Uekara Datte Iinda» (手と手、肩と肩、背中と背中、それから。服の上からだっていいんだ)                        | 17.01.2009        |
| 4  | «Sōzō wo Koete Wakariaeteru tte, Kanjiru Toki ga Aru. Gyaku no Toki mo Ooi kedo ne» (想像を超えてわかり合えてるって、感じる時がある。逆の時も多いけどね)                 | 24.01.2009        |
| 5  | «Jama o Suru no ga, Chikashii Ningen Daketo wa Kagiranai. Shiranai Hito Hodo, Tekibishii» (邪魔をするのが、近しい人間だけとは限らない。知らない人ほど、手厳しい)         | 31.01.2009        |
| 6  | «Nayami o Wasureru Ii Hōhō. Tanin no Toraburu ni Kubi o Tsukkonde Mirutte no wa, Dō» (悩みを忘れるいい方法.他人のトラブルに首を突っ込んでみるってのは、どう?)            | 07.02.2009        |
| 7  | «Imēji wa Dondon Kōchiku Shinakya. Tada de Sae, Haji Kara Kuzureteku Mono Nan Dakara» (イメージはどんどん構築しなきゃ.ただでさえ、端から崩れてくものなんだから)          | 14.02.2009        |
| 8  | «Jikan ga Nai Toki Hodo, Ōku no Koto ga Dekiru. Yatte Shimau. Mochiron, Koi Datte» (時間がないときほど、多くのことができる.やってしまう.もちろん、恋だって)              | 21.02.2009        |
| 9  | «Omoide ni Ki no Kiita Shinario wa Iranai. Kuchi kara Deta Shunkan, Dōse Minna Tawagoto» (思い出に気の利いたシナリオは要らない.口から出た瞬間、どうせみんなたわ言)       | 28.02.2009        |
| 10 | «Hitori Zumō ga Munashii no wa, Hitori Dakara tte dake ja Nai. Kankyaku no Me ga, Itain da» (一人相撲が虚しいのは、一人だからってだけじゃない.観客の目が、痛いんだ)      | 07.03.2009        |
| 11 | «Mune ni Tsukaete Iru Koto o, Toki wa Kaiketsu Shite Kurenai. Bōkyaku no Raberu o Haru dake de» (胸につかえていることを、時は解決してくれない.忘却のラベルを貼るだけで)  | 14.03.2009        |
| 12 | «Shibaru Koto. Azamuku Koto. Ubau Koto. Ataeru Koto. Dore yori Tsurai no ga, Matsu Koto» (縛ること.欺くこと.奪うこと.与えること.どれより辛いのが、待つこと)              | 21.03.2009        |
| 13 | «Utsuwa ga Katamuiteru no ni, Kizukanakatta? Mizu wa Mō Itteki mo Nokotte Nakatta kara ne» (器が傾いてるのに、気づかなかった? 水はもう一滴も残ってなかったからね)        | 28.03.2009        |
| 14 | «Chūningu ga atta tameshi ga nai. Motto ryōkō na basho ga aru to omotteshimau» (チューニングが合ったためしがない。もっと良好な場所があると思ってしまう)                  | 02.10.2009        |
| 15 | «Mitsukaranai mono ga, mawari wo kowasu. Sore ni nai kara, te wo uchiyō ga nai» (見つからないものが、まわりを壊す。そこにないから、手の打ちようがない)                   | 09.10.2009        |
| 16 | «Chīsai koro wo omotte, hazukashisa ni mimotae suru koto ga aru. Sore ni kurebereba» (小さい頃を想って、恥ずかしさに身悶えすることがある。それに比べれば)                | 16.10.2009        |
| 17 | «Baretehoshī uso ga aru. Shinjitehoshikunai hontō ga aru. Hitotsu zutsu, aru» (バレてほしい嘘がある。信じてほしくないホントウがある。一つずつ、ある)                     | 23.10.2009        |
| 18 | «Mushi ga yosugirun janai? Kara ni tojikomotteru kuse ni, heishokyōbushō nante»                                                                                          | 30.10.2009        |
| 19 | «Akiru kara tsugi ni susumeru to iu. Taitei wa, susumeru mae ni mou akiteru mitai dakedo» (飽きるから次に進めるという。大抵は、進む前にもう飽きてるみたいだけど)         | 06.11.2009        |
| 20 | «Ren'ai wa rikutsu janai. Sō takariau koibito-tachi wa, shijin, hyōronka, tetsugakusha» (恋愛は理屈じゃない。そう語り合う恋人達は、詩人、評論家、哲学者)                 | 13.11.2009        |
| 21 | «Wakaremichi made modoritai to omou. Migi ni sureba yokatta tte. Kōkai dake no sonna michinori» (別れ道まで戻りたいと思う。右にすれば良かったって。後悔だけのそんな道程) | 20.11.2009        |
| 22 | «Kuchibeta de nayanderu? Me de kaiwa shitemiru to ii, sugu ni shaberitakunaru kara» (口べたで悩んでる？目で会話してみるといい、すぐにしゃべりたくなるから)               | 27.11.2009        |
| 23 | «Kanbyō ya teryōri wo kitai shite, kaze wo hikitakunaru. Ato no kurushimi wa sōzō mo shinai» (看病や手料理を期待して、風邪をひきたくなる。後の苦しみは想像もしない)      | 04.12.2009        |
| 24 | «Yoru wa nani mo shitekurenai yo. Iroaseru no wa taiyō no sei da shi» (夜は何もしてくれないよ。色あせるのは太陽のせいだし)                                               | 11.12.2009        |
| 25 | «Tanin ga warui. Jibun wa warukunai. Tanin dake ga warui. Jibun dake ga―» (他人が悪い。自分は悪くない。他人だけが悪い。自分だけが―)                                      | 18.12.2009        |
| 26 | «Bokutachi wa issho ni suwatteiru, hitobanchū, ugoku koto mo naku» (僕達は一緒に座っている、一晩中、動くこともなく)                                                      | 25.12.2009        |